# José Miguel Echavarri
José Miguel Echavarri, né le 10 octobre 1947 à Abárzuza (Navarre, Espagne), est un ancien coureur cycliste espagnol, et ancien manager général de l'équipe Caisse d'Epargne. Il a été auparavant manager de l'équipe Banesto, qui est devenue Iles Baléares en 2004, puis Caisse d'Épargne en 2006. Il a dirigé dans ses équipes des coureurs comme Miguel Indurain, Pedro Delgado, José María Jiménez ou Francisco Mancebo.
Il s'est retiré du monde du cyclisme à la fin de la saison 2008.

## Palmarès (en tant que cycliste)
- 1968
  - 3e et 4e étapes des Quatre Jours Béarn-Aragon
  - 2e des Quatre Jours Béarn-Aragon